# Al-Mazra'a ash-Sharqiya
Al-Mazra'a ash-Sharqiya, en arabe : المزرعه الشرقيّه, est une municipalité du gouvernorat de Ramallah et Al-Bireh en Palestine. Elle est située au nord-est de Ramallah et au centre de la Cisjordanie.
Selon le recensement du bureau central palestinien des statistiques, la localité compte une population de 4 063 habitants en 2017.